# Johanna Martin
Johanna Martin (* 10. April 2006) ist eine deutsche Leichtathletin, die sich auf die 400 Meter spezialisiert hat.

## Karriere
Johanna Martin begann bereits vor ihrer Grundschulzeit mit dem Leichtathletiktraining in Malchin nahe ihrem Heimatort Rittermannshagen. Später schloss sie sich dem LAV Waren an. Schon früh etablierte sie sich auf Landesebene in der Spitze im Mehrkampf, wobei schon damals ihre Laufleistungen herausstachen.
Seit der 9. Klasse besucht sie das Sportinternat der CJD Christophorusschule Rostock und startet seither auch für den 1.LAV Rostock. Mit dem intensivierten Training konnte sie mehrfach in Altersklassenwettbewerben national aufzeigen. In ihrem ersten U18-Jahr 2021 kristallisierte sich die 400-Meter-Strecke als Paradedisziplin heraus, nachdem sie zuvor hauptsächlich 800 Meter, aber auch 300 Meter Hürden gelaufen war. Sie trainiert aber weiterhin auch andere Disziplinen. Über die Stadionrunde konnte sie sich im Jahr 2022 als 16-Jährige auch für die U18-Europameisterschaften in Jerusalem qualifizieren, wo sie im Finale Siebte wurde.
Anfang 2023 konnte Martin sich bei den deutschen Jugendhallenmeisterschaften den Titel in der U20-Klasse sichern und ihre Bestleistung im Freiluftwettbewerb auf 53,10 s drücken, bevor sie von Krankheiten und Verletzungen ausgebremst wurde.
Zu Beginn des Jahres 2024 zeigte Martin in Neubrandenburg mit einer Zeit von 52,76 s über die 400 Meter erstmals eine nationale Topleistung über alle Altersklassen. Bei den deutschen Hallenmeisterschaften in Leipzig im Februar 2024 konnte sie mit gerade einmal 17 Jahren den Meistertitel über 400 Meter erringen und dabei unter anderem Alica Schmidt hinter sich lassen. Im Vorlauf hatte sie ihre persönliche Bestleistung auf 52,55 s verbessert. Den deutschen U20-Rekord von Dagmar Rübsam verpasste sie nur knapp. Bei den deutschen Jugendhallenmeisterschaften in Dortmund eine Woche später sicherte sie sich die Titel über 200 und 400 Meter in der U20-Altersklasse.
Im Mai 2024 war sie bei den World Athletics Relays in Nassau (Bahamas) erstmals Teil einer deutschen 4-mal-400-Meter-Staffel. Dort gelang mit der Mixed-Staffel die Qualifikation für die Olympischen Spiele in Paris. Auch ein Start in der Staffel bei den Europameisterschaften in Rom war geplant. Martin musste diese allerdings kurzfristig aufgrund musklärerer Probleme absagen.

## Auszeichnungen
- 2024: Deutschlands Jugend-Leichtathletin des Jahres